# Teodoro Orselli
Teodoro Orselli (Ravenna, 1901 – Ravenna, 1971) è stato un pittore italiano.

## Biografia
Erede di una tradizione di pittori, decoratori ed affreschisti ravennati, tra i più antichi Alessandro Orselli vissuto nel '700. 
Teodoro Orselli Iniziò all'età di 12 anni a studiare disegno a Ravenna presso la Scuola degli Elementi, annessa all'Accademia di Belle Arti dove ricevette insegnamenti anche da Domenico Miserocchi. Successivamente proseguì gli studi in accademia fino al diploma. Nel 1931, raggiunta ormai una certa fama nel panorama artistico nazionale, dopo avere partecipato sia alla  Quadriennale di Roma che ad una mostra a Modigliana in occasione delle celebrazione in onore di Silvestro Lega, lasciò l'Italia per trasferirsi a Parigi. Qui svolse un'intensa attività artistica e partecipò a numerose rassegne in cui, grazie alla sua singolare sensibilità pittorica, riuscì ad imporsi e a farsi apprezzare da importanti critici quali Gino Severini.
Tornato a Ravenna diresse dal 1954 al 1965 l'Accademia di Belle Arti, successivamente, ricevuto incarico dal Ministero della Pubblica Istruzione fondò, sempre a Ravenna, l'Istituto Statale d'Arte per il Mosaico.  Fra il 1954 ed il 1955, fu incaricato dall'UNESCO di supervisionare, in qualità di esperto, il ritrovamento di antichi mosaici in Israele ed in Cirenaica. La sua attività ebbe molti apprezzamenti tanto da ricevere i complimenti anche da Marc Chagall che gli scrisse per congratularsi. L'attività pittorica di Orselli è sempre stata di grande impegno. Come artista è riuscito a superare il provincialismo in cui era nato, grazie all'esperienza maturata a Parigi, tanto che alcune sue opere si ritrovano anche all'estero, una di esse nella galleria del Petit Palais di Parigi.
| Controllo di autorità | VIAF (EN) 316736561 · ISNI (EN) 0000 0004 5093 0943 · BNF (FR) cb12320653m (data) |